# Дарій I Великий
Дарій І Великий (староперс. Dārayavahuš, перс. داریوش — Dâryuš, дав.-гр. Δαρεῖος, івр. דריוש הראשון; 550 до н. е. — 486 до н. е.) — перський цар, один із найвизначніших правителів в історії Стародавнього Сходу.

## Здобуття влади
Дарій, хоча й походив з роду Ахеменідів, насправді був лише далеким родичем перських царів. Його батько — Віштаспа був лише правителем однієї з областей. Царем Дарія обрали представники перської знаті, що влаштували заколот і 29 вересня 522 року вбили володаря, що правив під іменем Бардії (заколотники пізніше стверджували, що вбитий насправді був не справжній цар, а маг Гаумата, який лише видавав себе за Бардію, сина Кира; Геродот іменує Гаумата Смердісом). Згодом Дарій, аби підтвердити свої права на престол одружився з дочкою Кира Атоссою.
Бардія, коронувавшись на царство влітку 522 до н. е. у Пасаргадах, дістав у державі загальне визнання. Геродот повідомляв, що новий цар «спокійно володарював» упродовж семи місяців, до нового державного перевороту, і за цей час він «зробив багато добра всім підданим» (скасував податки та військову повинність), тому, коли він помер, «усі мешканці Азії оплакували його, за винятком персів».
Наприкінці Бехістунського напису подані імена тих, хто разом із Дарієм брав участь у вбивстві Гаумати — Інтаферн, Отан, Гобрій, Гидарн, Мегабіз, Ардуманіш. Про вбивство мага Смердіса детальніше розповідає Геродот: Смердіс і його брат наполегливо відбивалися від змовників, хоча були у невигідному положенні, і попри явну нерівність сил, поранили двох персів. Джерела по-різному освітлюють обставини вбивства Гаумати, але вони одностайні у тому, що вбивство було здійснене в результаті несподіваного нападу семи знатних персів. Після вбивства Гаумати між змовниками почалися свари про форму правління — про це детально розповідає Геродот.
Щодо того, яким чином Дарій став царем, всі античні джерела згодні між собою. Тут повідомлення Геродота підтверджує і його прискіпливий критик Ктесій. Шість претендентів на трон домовилися, що царем стане той з них, чий жеребець при сході сонця заірже раніше за інших. У іншому місці своєї праці Геродот пише, що у персів цар обирався або по долі, або ж за рішенням перського народу (очевидно, народного зібрання). За твердженням Страбона, сім перських родів обрали Дарія царем.
Отже, Дарій став царем не за правом спадкоємства, а як один з представників знатних змовників, на той час йому було не більше 27–28 років. Жоден античний автор не говорить ні слова про царське походження Дарія, а навпаки, всі джерела наполегливо підкреслюють, що до початку панування він був незначним за положеням чоловіком. Наприклад, за Геродотом (III, 139), до захоплення престолу Дарій «не мав ніякої ваги». Вже та обставина, що Дарій майже в кожному зі своїх написів вимушений був знову і знову повторювати, що він законний цар, свідчить про гостру політичну боротьбу, яка була пов'язана з його запануванням.
З метою легітимізації своєї влади Дарій одружився з дочкою Кира Атоссою і рештою жінок із гарему Камбіса, а пізніше й Гаумати (до цього Дарій був одружений з дочкою Гобрія, від якої у нього були три сини). Хитра і властолюбна Атосса зайняла при дворі Дарія виняткове положення.
Відразу після захоплення влади Дарієм проти нього повстали еламіти та вавилоняни. Геродот (III, 150) пише, що вавилоняни повстали проти Дарія відразу після того, як він повалив Смердіса. За словами Дарія, «весь вавилонський народ перейшов до Нідінту-белу, Вавилон став бунтівним, він захопив царство». Дарій особисто очолив похід проти повсталих. Перша битва відбулася 13 грудня 522 року біля річки Тигр. Дарій переміг. Через 5 днів, 18 грудня, Дарій отримав нову перемогу в місцевості Зазана біля Євфрату. Частина вавилонського війська «була кинута у воду, (і) вода понесла їх». До початку лютого 521 року проти Дарія повстали Персія, Мідія, Елам, Маргіана, Парфія, Саттагідія, сакські племена Середньої Азії та Єгипет. Почалася довга і запекла боротьба за відновлення держави Ахеменідів у її колишніх межах.
Наймасовішим було повстання в Маргіані. Дарій у Бехистунському написі повідомляє таке: «Країна Маргіана стала бунтівною. Одну людину на ім'я Фрада, маргіанця, вони зробили (своїм) вождем (у еламскому і вавилонському варіантах він названий царем). Після цього я послав (гінця) до перса на ім'я Дадаршиш, моєму слузі, сатрапові в Бактрії, (і) сказав йому так: „Йди, розбий військо, яке не називає себе моїм“. Потім Дадаршиш вирушив з військом (і) дав бій маргіанцям». Вирішальна битва відбулася 10 грудня 522 року — маргіанці зазнали поразки. Потім виникла різанина, в якій було убито 55 243 і узято в полон 6972 людини з числа повсталих.
Пізніше, коли влада Дарія в Еламі була знову відновлена, повстала Мідія на чолі із Фартавішем. Дарій вирішив сам очолити придушення небезпечного заколоту в Мідії і 7 травня 521 року відбувся вирішальний бій у місцевості Кундуруш у Мідії, в якому повсталих було розбито. 34 425 мидийців загинуло в цій битві і 18 000 потрапило в полон.
Багато клопоту заподіяв Дарію і повстання у Вірменії, де полководці Дарія, вірменин Дадаршиш і перс Вауміса, безуспішно намагалися усмирити бунтівників. Велика битва відбулася ще 31 грудня 522 року в місцевості Ізала, на території колишньої Ассирії. Вірменія була скорена після семи місяців боротьби, при цьому повсталі в п'яти битвах втратили убитими 5097 чоловік, 2203 було узято в полон.
Про характер повстання у Вірменії учені висловлювали різні думки. В. В. Струве вважав, що повстанцями насправді були не вірмени, а скіфські племена, що вторглися в їхню країну.
Поки Дарій був зайнятий придушенням заворушення у Вірменії та інших країнах, вавилоняни зробили нову спробу добитися незалежності. Тепер на чолі повстання стояв Араха, син Хал-діти, який видавав себе за Навуходоносора. Для упокорення вавилонян Дарій послав армію на чолі з персом Віндафарною, одним зі своїх спільників в змові проти Гаумати. 27 листопада 521 року військо Арахи, в якому, судячи з аккадского варіанту Бехистунського напису, налічувалося 2497 чоловіків, було розгромлено, а він сам і його найближчі прихильники посаджені у Вавилоні на палю.
Про повстання вавилонян проти Дарія розповідає і Геродот. За його твердженням, обложені вавилоняни 20 місяців чинили опір перській армії, яку очолював сам Дарій. Також, що Дарій, узявши Вавилон, велів стратити 3000 знатних жителів міста і зруйнувати міські стіни. Археологічні розкопки підтвердили, що зовнішня стіна Вавилона дійсно була зруйнована, але внутрішня стіна згадується в документах і після придушення повстання.
Повстання Арахи було останнім значним народним заворушенням в Перській державі. Закінчуючи свою розповідь про придушення всіх заколотів, у перському і еламскому текстах Бехистунського напису Дарій лаконічно повідомляє: «Цих дев'ять царів я захопив у полон в тих битвах». Один тільки Бехистунський напис дає опис дев'ятнадцяти битв, у яких загинуло понад 100 000 повстанців.
Загасивши основні вогнища повстання наприкінці 521 року, Дарій розпочав спорудження свого величного пам'ятника на Бехистунській скелі, в якому він звертається до прийдешніх поколінь з розповіддю про свої численні перемоги. На скелі висічений тримовний напис, в якому налічується близько тисячі клинописних рядків, кожен в середньому два метри.
Напис складений давньоперскою, еламською та аккадською мовами, і зміст всіх трьох варіантів загалом ідентичний. Сам текст на скелі знаходиться на дуже великій висоті та складається із 420-ти рядків. Він підноситься над дорогою на 105 м, і недоступний для читання знизу. Над написом розташовано рельєф заввишки 3 м і завдовжки 5,48 м. Бог Ахурамазда, який домінує над всіма фігурами, протягує ліву руку з кільцем до Дарія, символічно вручаючи останньому царську владу, а піднятою правою рукою благословляє його. Висота фігури Ахурамазди — 1,27 м. Сам Дарій зображений у натуральну величину (1,72 м), у царській короні. Починаючи з виступу, на який можна підійнятися знизу, до самого напису залишалося ще близько 35 м абсолютно гладкої і крутої скелі (в даний час там прокладена стежка для туристів, яка близько підходить до напису). Доріжка нагору, була знищена будівельниками, для того, щоб зробити напис недоступним і тим самим зберегти його від навмисного руйнування.
Тепер, через чотирнадцять з половиною місяців після захоплення престолу, Дарій зміг розпочати зміцнювати своє становище і відновити державу Ахеменідів в її старих межах.

## Реформи Дарія I
Попри те, що владу Дарій I отримав з рук знаті, невдоволеної обмеженням своїх привілеїв, він продовжив політику своїх попередників, перетворивши Персію на справжню деспотію.
20 сатрапій. Головним обов'язком сатрапа, в руках якого зосереджувалася вся цивільна влада у ввірених йому землях, став своєчасний збір податків до царської скарбниці. Розмір податків встановлювався для кожної сатрапії окремо.
Для полегшення управління величезною країною Дарій I створив державну кур'єрську пошту. Він також дбав про будівництво доріг і побудував канал, який з'єднав Ніл із Червоним морем.
Для стимулювання розвитку торгівлі Дарій I запровадив єдиний для всієї держави стандарт мір і золоті гроші — «даріки», якість яких була гарантована царським урядом.
За часів Дарія I була також збудована нова столиця Перської держави — Парса (відома грекам під назвою Персеполь).

### Адміністративно-територіальна реформа
У своїй державі Дарій І здійснив ряд важливих реформ, покликаних ще більше централізувати її, зробити багатшою й могутнішою. Закладені ним принципи ахеменідської монархії, титулатура «царя царів» надійно прижилися в подальшій історії Ірану та стали унікальним реформаторським кроком в історії всього Стародавнього Сходу.
Проведення реформ Дарієм в державі мало під собою ряд підстав та причин. Зокрема відсутність міцних зв'язків між частинами перського царства і гостра класова боротьба, що розгорілася при Камбізі та Дарії, вимагали проведення ряду реформ для зміцнення держави. Крім того Дарій не був впевнений у надійності своєї влади тому змушений був вдатися до цих заходів для здійснення централізації влади в державі.
Почав свою реформаторську діяльність Дарій І з реорганізації та уніфікації системи управління провінціями. Він поділив територію держави на 23—24 адміністративно-податкових округів — сатрапій, причому так, що в ряді випадків кордони сатрапій збігалися з кордонами підвладних Ахеменідам країн. Очолювали новоутворені округи начальники областей — сатрапи (від перського кшатрапарван «охоронець царства» або ж за іншим перекладом «воєначальник країни»). На ці посади призначали не місцевих володарів, як це було за Кира II та Камбіза, та персів. Сатрапи відали здебільшого суто цивільними справами, контролювали місцевих чиновників, їм дозволялося карбувати срібну монету.
Стосовно самої Персії, не зовсім зрозуміло чи керувалась вона сатрапом чи находилась під безпосереднім управлінням царської адміністрації.
На кожну область Дарій наклав певну данину, яка повинна була вноситися в царську казну. Крім того, сатрапи були зобов'язані спостерігати за господарським життям, за розвитком землеробства, яке користувалося такою великою пошаною у персів. Нарешті, сатрапи мали право зміщати і призначати чиновників в своїх областях і контролювати їхню діяльність. Таким чином, сатрапи, маючи дуже великі повноваження, часто перетворювалися на майже незалежних царів і навіть заводили власні двори. Армія в державі підпорядковувалася безпосередньо царю й жодною мірою не залежала від сатрапів, нею керували спеціальні воєначальники. «Цар царів» та його чиновники (особливо таємна поліція — «вуха й очі царя») уважно стежили за діяльністю сатрапів. Нагляд же за чиновницькою братією здійснював тисячоначальник — довірена особа царя, начальник його особистої гвардії.
У державі множилося число канцелярій і канцеляристів. Так, у Сузах, столичному місті, було створено велику центральну канцелярію, підлеглу царській канцелярії. Аналогічні установи, переповнені грамотними чиновниками для ведення офіційного листування, з'явилися також у Вавилоні, Мемфісі, Екбатані. Офіційною мовою діловодства була арамейська, проте в підвладних Персії країнах залишились у вжитку й місцеві мови (єгипетська, еламська тощо). Найвідповідальніші посади в адміністративному апараті, як правило, належали персам, однак у провінційному управлінні функції суддів, градоначальників, начальників царських будівельних робіт тощо виконували також вавилонці, єгиптяни, юдеї, арамеї, еламці, греки, тобто люди з більшим адміністративним досвідом, аніж новачки в цій справі — перси.
Очевидно, безпосередньо при царському дворі знаходилися найвищі чиновники, що відали від імені царя галузями центрального управління: казною, судом і військовою справою. При царі перебував і його особистий секретар, що писав царські укази. Центральна влада в особі царя втручалася в місцеве управління. Цар розбирав скарги своїх підданих, наприклад, жерців якого-небудь храму, встановлював почесні привілеї, давав особисті розпорядження про спорудження храму або міських стенів. Кожен указ, забезпечений царською печаткою, вважався нерушимим законом. Все управління здійснювалося чиновниками і носило бюрократичний характер. Цар спілкувався з чиновниками за допомогою особливих послань. У палаці і у всіх установах застосовувалося ретельне письмоводство. Всі розпорядження заносилися в особливі щоденники і протоколи царя.
Дарій І приділяв особливу увагу кодифікації й уніфікації правових норм у своїй державі. У сфері юриспруденції важливу роль відігравали сім поважних перських родів, представлених у царській раді. Крім того вся судова влада була зосереджена в руках особливих «царських суддів». Ці «царські судді» призначалися царем довічно. Їх можна було змістити лише унаслідок скоєння злочину або звинувачення в хабарництві. Посада «царського судді» іноді передавалася у спадок. «Царські судді» виконували свої обов'язки не тільки у власне Персії, але також і в країнах, завойованих персами, як це видно з Біблії та Вавилонських документів з Ніппура. При царі діяли особливі юрисконсульти для вирішення важких справ. Також існував цілий ряд чиновників підлеглих безпосередньо Дарію, що утворювало розгалужену сітку адміністративно-територіального управління державою та державними справами. Тим самим забезпечуючи централізованість та надійність влади Дарія.

### Економічні і військові перетворення
Важливою ланкою продовження реформ Дарія стало введення нових економічних і військових перетворень. Зокрема Дарій І ввів єдину для всієї імперії грошову одиницю — золотий дарік (назва цієї монети походила або від царського імені, або від давньоперського слова дарі — «золото») вагою 8,4 грами. Завдяки високій пробі золота в дарику ця монета відігравала впродовж кількох століть важливу роль у тодішній міжнародній торгівлі, хоча в Східному Середземномор'ї більш ходовими були грецькі срібні монети. Три тисячі дариків складали вищу вагову і монетну одиницю — перський талант. Карбувати золотий дарик мав одавня Вірменія|Вірменію]], Ассирію і далі уздовж Тигру до середини Месопотамії. Інша велика дорога вела з Вавилона через Загар, поблизу Бахистунської скелі, до меж Індії. Нарешті, особлива дорога перетинала Малу Азію від Ісської затоки, сполучаючи район моря Егейського із Закавказзям і північною частиною Передньої Азії. Грецькі історики описують хороше обслуговування перських доріг. Їхня довжина вимірювалася парасангами (близько 5 кілометрів), і на кожному 20-му кілометрі знаходилася царська станція з готелем. Цими дорогами мчали кур'єри з царськими посланнями. На станціях знаходилися запасні коні й гінці, які негайно ж змінювали прибулих і, узявши у них царське послання, мчалися далі. «Бувають випадки, — повідомляє Ксенофонт, — що навіть вночі ці роз'їзди не зупиняються, і денний гонець змінявся нічним. При такому порядку, як то кажуть, деякі гінці здійснюють свій шлях „швидше, ніж журавлі“». Можливо, що вже тоді користувалися сигналізацією за допомогою вогнищ. На межах областей і пустель, а також поблизу переправ через великі річки були побудовані укріплення і розміщені гарнізони, що вказує на військове значення цих доріг.
Унікальним архітектурним витвором Ахеменідської держави є і палац Дарія І. За Страбоном тримовний напис Дарія I розповідає про спорудження палацу на північ від акрополя. «Ось палац, який я побудував в Сузах. Прикраси його здалеку доставлені. Земля була вирита глибоко, поки я не досяг скельного ґрунту…» Як видно з напису, матеріали для споруди палацу доставлялися з 12 країн (Єгипту, Лідії, Бактрії, Гандхари, Карманії та інш.), а гравій — з річки Корха за два кілометри від Суз. Ремісники з багатьох країн були зайняті на будівельних і декоративних роботах. Найважливіші роботи виконували вавилоняни, які мали багатий досвід зведення будівель на штучних терасах. Палац Дарія стояв на прямокутній терасі 400×260 м і займав площу 250×150 м. У ньому було 110 кімнат, коридорів і дворів, загальна площа яких дорівнювала 20675 м². Безумовно палац був величним і надзвичайно красивим. Зокрема до сьогодні збереглись залишки колон палацу заввишки 18-20 м, а в головному залі барельєфи із зображенням царя.
Для збереження державної єдності обширної Перської імперії, для охорони розтягнутих кордонів і для придушення повстань необхідна була організація війська і всієї військової справи. У мирний час постійне військо складалося із загонів персів і мідян. На перших порах у військо входили вільні загони із вільних землеробів та кочівників, серед яких соціальне розшарування тільки розпочалось. Ядром постійної армії була царська гвардія, в яку входили вершники-аристократи і 10 тис. «безсмертних» піхотинців. Під час війни цар збирав величезне ополчення зі всієї держави, причому окремі області повинні були виставляти певне число воїнів, які в більшості випадків знаходилися під начальством перських командирів. Армія Дарія складалася з кінноти (в ній служили представники знаті) та піхоти (до неї вербували простий люд). Ці роди військ злагоджено взаємодіяли на полі бою, завдяки чому перси здебільшого перемагали ворогів. Реорганізація армії і всієї військової справи, почата Дарієм, сприяла зростанню військової потужності Перського царства. Грецький історик Ксенофонт, декщо ідеалізуючи, описав високий ступінь військової організації стародавньої Персії. За його словами, цар сам встановлював розміри військ в кожній сатрапії, кількість вершників, стрільців, пращників і щитоносців, а також чисельність гарнізонів в окремий фортецях. Ці гарнізони були досить важливими. Так, в Сардах біля Оронта стояло 100 списоносців, перський гарнізон в Мемфісі був ще більший.
Таким чином, хоча реформи Дарія сприяли централізації держави і привели до появи складної бюрократичної системи управління, проте Персія багато в чому ще зберігала примітивний характер стародавнього племінного союзу, хоча вже з введеними реформами, що випереджали ступінь розвитку Ахеменідського суспільства на декілька століть.

## Війни Дарія I
У 519–518 до н. е. приєднав до Персії долину Інду де була створена окрема сатрапія «Індія».
У 514 до н. е. здійснив похід на Скіфію і спробував завоювати її. Розуміючи, що сили нерівні, скіфи не стали приймати бій, а почали відступати вглиб країни, знищуючи джерела і спалюючи пасовиська. Перське військо дійшло аж до берегів Азовського моря, але так і не підкорило країну. Коли Дарій I обурився, скіфи надіслали замість «землі і води» дивний подарунок — птаха, жабу, мишу і п'ять стріл. Радники царя пояснили, що це попередження — забирайтеся з нашої землі хоч повітрям, хоч водою, хоч мишиною стежкою, якщо не хочете бути знищені. Дарій I залишивши свій табір, швидко вирушив додому. Скіфія залишилася непідкореною.
У 512 до н. е. перську зверхність визнали Фракія і Стародавня Македонія.
У 506 до н. е. зголосилося надати царю «землю і воду» афінське посольство.
В 500–494 до н. е. проти перської влади повстали іонійські міста, але Дарій I швидко подолав їхній супротив.
Каральні походи проти греків, які підтримали своїх співплемінників, були невдалими. У 492 до н. е. внаслідок шторму загинув перський флот, а у 490 до н. е. під Марафоном перське військо, очолюване Датисом і Артаферном, зазнало поразки від афінських гоплітів, очолюваних Мільтіадом.
У 486 до н. е. спалахнуло повстання в Єгипті, придушити яке Дарій I так і не встиг.
Похований Дарій I в багато прикрашеному скельному склепі у Накш-і-Рустамі біля Парси.

### Завоювання Передньої Азії та похід Дарія І проти скіфів
Придушивши повстання і зміцнивши свою владу, Дарій вирішив приступити до нових завоювань. Ще за часів Кира частина західних земель Індії в долині Кабула була підпорядкована Ахеменідам. Для Дарія територія Індії була важливим джерелом золота та сільськогосподарських ресурсів. Ймовірно біля 517 року перси підкорили північно-західну частину Індії, де в цей час було багато невеликих державних об'єднань.
Нова сатрапія, що отримала назву Індія (Хінду), охоплювала долину в середній та нижній течії Інду. Вона була найдальшою східною провінцією Ахеменідськой держави за словами Геродота. Проте тепер географічний горизонт земель підданих Ахеменідській державі значно розширився. Страбон з посиланням на Ератосфена пише, що до часу походу Александра Македонського до Індії річка Інд служила межею між Індією і державою, яка належала персам. Ймовірно, на той час частина території Індії була втрачена Ахеменідами.
Близько 516 до н. е. зібрав великий флот з кораблів грецьких міст Малої Азії і попрямував до берегів Чорного моря. Місцеві племена і грецьке населення підкорялися персам, не чинить ніякого опору. Майстерний грецький інженер Мандрокл спорудив міст із суден в найвужчому місці Геллеспонта (Боспор), внаслідок чого вперше Європа і Азія були сполучені один з одним. На березі Боспора були поставлені дві мармурові пам'ятні стели з написами грецькою мовою і, за Геродотом, «письменами Ассирії», т. н., мабуть, древньоперською, еламскою і аккадскою мовами. Геродот пише, що біля моста було зібрано близько 700 000 піших і кінних вершників (що є завідомо фантастичним числом) і 600 кораблів. Перська армія пройшла мостом на південний берег Фракії і, не зустрівши гамір опору, прибула до пониззя Істра (Дунай).
Тепер Дарій вирішив зробити похід проти причорноморських скіфів, прагнучи запобігти розширенню їхнього впливу в бік Фракії. Ще до цього сатрап Каппадокії Аріарамна з невеликим флотом перетнув Чорне море і захопив полонених, щоб отримати у них необхідні відомості для майбутнього походу. Через Дунай був споруджений понтонний міст з суден, і, перейшовши його, армія Дарія почала просуватися скіфськими степами. Для охорони моста був залишений грецький загін, що супроводжував до цього Дарія на чолі із 11 тиранами причорноморських міст. Ці греки за розпорядженням Дарія повинні були охороняти міст протягом 60 днів і, якщо на той час перська армія не повернеться, зруйнувати міст і вирушити додому. Дарій сказав: «Щодня розв'язуйте по вузлу. Якщо я не повернуся через 60 днів, означає, що я досяг гір Кавказу і повертаюся додому іншим шляхом. Тоді ви можете зруйнувати міст та повертайтесь до своєї вітчизни». Зокрема А. Ф. Гуцал трактує, що «сторожий ремінь» із шістдесятьма вузликами використовувався персами як календар. Такий спосіб лічби часу використовувався народами Азії та Африки.
Точна дата скіфського походу невідома, але його можна більш-менш упевнено віднести до часу між 516 і 512 до н. е.. Основним джерелом про цей похід є четверта книга праці Геродота.
Скіфи не зважилися вступити у вирішальну битву з величезним військом супротивника і удалися до своєї улюбленої тактики випаленої землі. Вони почали відступати, уганяючи за собою худобу, знищуючи траву і засипаючи джерела. При цьому скіфська кіннота постійно нападала на окремі загони перської піхоти і знищувала їх.
Не маючи достатніх запасів продовольства або можливості вступити у відкритий бій з скіфами, Дарій вирішив відступити. Кинувши хворих воїнів і частину обозу і залишивши свій стан із засвіченими вогнями, щоб приховати від скіфів раптовий відступ, перси вночі, приховано рушили в зворотний шлях. Наступного дня скіфи пустилися навздогін за персами, але, розійшлись з ними, прибувши до моста через Дунай. Знайшовши міст цілим, вони знову звернулися до іонійців з вимогою зруйнувати його. Вожді іонійців зібралися на раду. Деякі учасники ради схилялися до того, щоб погодитися на заклик скіфів і тим самим звільнити Іонію від поневолення. Але тиран Мілета Гистієй виступив проти такої думки, нагадавши, що всі присутні на раді тирани правлять своїми містами завдяки милості Дарія і у разі загибелі останнього втратять владу, оскільки народ не терпітиме їх. Щоб заспокоїти скіфів, Гистієй сказав їм, що з вдячністю виконає їхнє прохання, і для вигляду іонійці почали руйнувати міст з боку скіфів, які побачивши це пішли. Через деякий час перське військо підійшло до переправи і благополучно переправилося у Фракію. А з Фракії, яка стала легкою здобиччю персів, Дарій повернувся до Ірану, залишивши свого полководця Мегабіза завершити підкорення областей Геллеспонта і Фракії.
Хоча скіфський похід Дарія закінчився безрезультатно, Дарій проник в глиб скіфської території услід за відступаючим супротивником. Це дало підставу Дарію включити причорноморських скіфів в список підвладних йому народів під назвою «заморські саки».
Кінець VI в. був часом найвищої могутності Ахеменідської держави, в яку входило понад 80 народів і межі якої тягнулися від річки Інд на сході до моря Егейського на заході, від Вірменії на півночі до Ефіопії на півдні. Дарій послав на трьох кораблях своїх спостерігачів навіть до Італії і Сицилії, де назрівала війна між грецькими і фінікійськими колоністами. Останні були природними союзниками персів в їхній майбутній війні з Грецією, і Дарій уважно стежив за ходом розвитку подій у всьому Середземномор'ї, східна частина якого належала персам. Тепер вони мали могутній флот з кораблів фінікійців, іонійців і інших морських народів.

### Греко-перські війни
Відновивши свою владу в Малій Азії, Дарій почав готуватися до походу проти материкової Греції. Він справедливо вважав, що перське панування в Малій Азії, у Фракії і на островах моря Егейського буде неміцним, поки греки Балканського півострова зберігають свою незалежність. Якщо вірити Геродоту (V, 105), коли Дарію доповіли про спалювання Сард афінянами і повсталими іонійцями, він запитав, хто такі афіняни. Почувши відповідь, Дарій велів одній зі своїх слуг щодня перед обідом повторювати слова: «Владико, пам'ятай про афінян!».
Дарій, будучи прекрасним стратегом, розумів труднощі майбутньої війни і почав ретельно готуватися до неї. Зокрема, перська адміністрація зробила сміливий крок, що свідчив про широту погляду і політичної терпимості. У 492 до н. е. перський полководець Мардоній розпорядився замінити в більшості грецьких міст Малої Азії тиранію на демократію, щоб не створювати невдоволення серед підвладних персам еллінів і забезпечити їхню відданість. У тому ж 492 до н. е. перська армія і флот, на чолі яких стояв Мардоній, одружений з дочкою Дарія Артазострою, виступили в похід. Прибувши в Килікию, Мардоній звідти вирушив з флотом до Геллеспонту. Туди ж рушило і сухопутне військо. Потім воно переправилося через протоку і пройшло до Македонії і Фракії, які разом з північним узбережжям моря Егейського були завойовані ще за два десятиліття до цього. Але перська влада в цих областях виявилася неміцною, оскільки під час Іонійського повстання довелося перекинути звідти гарнізонні війська до Малої Азії, і ці провінції були втрачені для персів. Мардоній пройшов уподовж фракійського узбережжя, відновив там перське панування і тим самим позбавив Грецію можливості отримувати будівельний ліс з північних районів Балканського півострова. Але біля мису Афонського на Халкидськім півострові перський флот був розбитий сильною бурею, під час якої загинуло близько 20 000 осіб і було знищено 300 кораблів. Крім того, вночі на перський табір напало фракійське плем'я бригів, в бою загинуло багато персів і поранили самого Мардонія. Після цього довелося відвести сухопутну армію і флот назад в Малу Азію і наново почати підготовку до походу проти Греції. Втім, С. Я. Лурье і Г. Бенгтсон, полемізуючи з Е. Меєром і іншими істориками, вважають, що похід Мардонія не був направлений проти Греції, а мав на меті відновити перську владу на півночі Егейського моря. Проте проти такої думки може свідчити до певної міри той факт, що після цього походу Мардоній був усунений від командування армією і флотом.
У 492 до н. е. на ще незалежні острови і в міста материкової Греції були послані перські вісники з вимогою «землі і води», тобто покірності. Одночасно в грецькі міста Малої Азії були направлені гінці з наказом будувати військові кораблі і вантажні судна, щоб взяти участь в майбутньому поході. Більшість островів і багато областей Греції (наприклад, Фіви, Аргос і Егіна) відповіли згодою на вимогу вісників перського царя, і лише Спарта і Афіни відмовилися визнати владу Дарія і навіть убили послів (афіняни кинули їх з урвища, а лакедемоняне — в колодязь). Г. Бєїгтсон вважає це повідомлення Геродота невірогідним, оскільки афіняни раніше допомагали повсталим іонійцям і, отже, перебували в стані війни з Персією. Тому, вважає він, що Дарій навряд чи почав би посилати своїх вісників до Афін. Проте з цими доводами погодитися важко, оскільки, по-перше, афіняни врешті кинули іонійців напризволяще і, по-друге, у Дарія були багато прихильників в Афінах.
Перси почали готуватися до нового походу. Офіційно було оголошено, що метою війни є покарання афінян та еретрийців за їхню допомогу малоазійським грекам в боротьбі з персами. Але дійсна мета була інша. Дарій розраховував на те, що захоплення Аттики на чолі з її столицею Афінами приведе до підкорення всієї Греції. До того ж вигнанці з Афін, що втекли до персів, Пісістратіди (нащадки тирана Пісістрата) підбурювали Дарія до захоплення Афін, щоб повернути собі втрачену владу.
Дарій в 492 до н. е. усунув від командування Мардонія, звинувативши його в невдачах першого походу проти Греції. Сухопутну армію очолив Артафрен, син лідийського сатрапа з тим же ім'ям і племінник Дарія, а командуючим флотом був призначений мідиєць Датіс. За Геродотом, флот налічував 600 кораблів, але велика частина їх була транспортними судами для перекидання піхоти і кінноти. Обидва полководці отримали наказ захопити в полон і діставити Дарію афінян та еретрийців.
Літом 490 до н. е. перський флот був зосереджений біля берегів Кілікії. Туди ж були направлені і вантажні судна для перевезення коней. У Кілікії зібралися також кіннота і піхота. Врахувавши досвід минулих невдач, перські полководці вирішили переправити військо на кораблях через Егейське море, не піддаючи флот новим небезпекам біля неспокійного мису Афон, а також набігам непідвладних фракійців. Перси висадилися на Наксосі, який все ще залишався непокоренным, завоювали і спустошили його. Більшість населення островів втекло в гори. Потім перська армія прибула в Еретрійськую область на Евбеї. Еретрія була розділена на ворогуючі політичні партії, причому аристократи виступали за оборону свого міста, а демократи були схильні здати його. Шість днів еретрийці чинили опір персам, але на сьомий день демократи здали місто, сподіваючись, що тепер їхня партія прийде до влади. Проте перси розграбували і спалили місто і храми, а його жителів відвели в рабство. Вони були доставлені в Сузи і потім за наказом Дарія поселені в селі Ардерікка в еламській області Кіссії.
Таким чином, одна з цілей походу була досягнута, і перські полководці могли сподіватися на успіх і в Афінах. Проте надмірна жорстокість персів в Еретреї повинна була лише підсилити рішучість афінян. Через декілька днів після спустошення Еретрії перська армія за допомогою досвідчених грецьких провідників попрямувала на кораблях до Аттики і висадилася на рівнині Марафон, за 40 кілометрів від Афін. Рівнина ця тягнеться в довжину на 9 км, ширина її становить 3 км. Вона була вибрана для висадки тому, що там можна було легко розвернути кінноту. Крім того, колись землевласники на цій рівнині і в її окрузі були опорою тирана Гіппія, який тепер указував персам шлях проти своєї батьківщини Афін. Датіс вважав, що або афінська армія підійде до Марафону і він розгромить її, або ж, якщо афіняни не зважаться виступити, перси самі попрямують до їхнього міста. Це був період, коли перси ще панували на морі і легко могли блокувати Афіни з моря, заважаючи підвезенню хліба. Перська армія навряд чи налічувала понад 15 000 чоловік, оскільки на кораблях важко було доставити дуже багато кінноту. Серед воїнів, можливо, були і вавилоняни, про що може свідчити знахідка на полі бою в Марафоні вавилонської циліндричної печатки. Твердження Корнелія Непота про те, що на Марафоні висадилося 100 000 перських воїнів, є вигадкою пізнішого часу, розрахованою на прославляння афінської зброї.
Афіняни опинилися у скрутному становищі і їм не доводилося сподіватися на сторонню допомогу. Сусідня область Беотія була ворожа до них і відкрито вітала появу персів. У самих Афінах продовжувалася постійна боротьба між аристократичною і демократичною партіями та в народному зібранні відбувалися гострі спори щодо тактики майбутньої війни з персами. Було вирішено включити в афінську армію і рабів, обіцяючи дарувати їм свободу.
Афінське військо, яке складалося з 10 000 осіб, попрямувало на Марафонську рівнину. Туди ж прибула близько тисячі воїнів з союзного беотійського міста Платєї, розташованого на межі з Аттикою. Одночасно до Спарти був посланий відомий скороход Фідіппід, який на другий день досяг цього міста і передав владі прохання афінян про допомогу. Спартанці, обіцяли допомогти, але не поспішали послати військо, посилаючись на старовинний звичай, згідно з яким до повного місяця не можна було виступати в похід. Розпочати першими битву не наважилась жодна із сторін, обидві сторони вичікували декілька днів. Лише коли настав ранок 12 серпня 490 року Афінське військо швидко вишикувалося, залишило свої позиції і стрімким маршем рушило вниз на ворога, щоб дати вирішальну битву. Бойова лінія афінян виявилася рівною перською, але в центрі у них були менше рядів, чим у супротивника. У цій битві персів було розбито причому за Геродотом загинуло 6400 персів і всього 192 афінян.
Проте перемога при Марафоні мала швидше моральне, чим військове, значення. Поразки зазнав фактично експедиційний корпус, а не армія персів тож Дарій справедливо вважав, що програв битву, але не війну. У нього були навіть деякі підстави вважати, що в материковій Греції він досяг успіху, оскільки багато міст дали йому «землю і воду». Проте Дарій не залишав думки про новий похід проти Греції. Після Марафонської битви він переконався, що за допомогою нечисленної армії підкорити греків не вдасться. Підготовка походу вимагала часу, і Дарій почав розсилати гінців в різні області своєї держави з наказом споряджати війська і кораблі і збирати продовольство. Три роки йшла підготовка до війни, але на четвертий (486 рік до н. е.) в Єгипті спалахнуло повстання проти перського панування. Причиною повстання послужили важкий податковий гніт і примусове етаування тисяч ремісників до Ірану для спорудження царських палаців у Сузах і Персеполі. Проте навряд чи всупереч поширеній думці приводом для повстання послужила битва при Марафоні.
Живу картину початку заколоту дає лист єгипетського чиновника Хнумемахета сатрапові Ферендату, відправлений з міста Елефантини 5 жовтня 486 року. У листі повідомляється, що єгипетський чиновник Осорвер велів Хнумемахету узяти з собою Артабана, перського командира юдейського гарнізону на острові Елефантині, і вирушити до Ефіопії, щоб доставити звідти на кораблі зерно. Привезене зерно за розпорядженням Артабана було вивантажене на берег, тим часом бунтівники так знахабніли, що показуються навіть серед білого дня, а вночі можуть напасти і забрати зерно. Тому відправник листа просить сатрапа країни наказати Артабану встановити варту на кораблі і вивантажувати на берег лише стільки зерна, скільки можна доставити на човні в місто Сієн (нині Асван) на Елефантині. Отже, на початок жовтня хвилювання перекинулися і на Елефантіну, розташовану на півдні країни. До кінця того ж місяця вони вилилися у відкрите повстання.

### Смерть і поховання
У листопаді 486 до н. е. Дарій, якому виповнилося 64 роки, помер, процарювавши 36 років і не встигнувши відновити в Єгипті свою владу. Ще до своєї смерті він розпорядився спорудити собі гробницю за 5 кілометрів на північний захід від Персеполя, в скелях місцевості, що носить тепер назву Накш-і-Рустам, тобто «Зображення Рустама» (середньовічний переказ приписував пам'ятник на скелі цьому легендарному героєві).
За багато століть до Дарія якийсь еламский цар велів висікти на кручі в Накш-і-Рустамі рельєф зі своїм зображенням. Під цією кручею, на висоті близько 20 м, споруджена гробниця Дарія, яка в стилі стародавніх іранських традицій видовбана в скелі. У усипальні, в яку ведуть двері, у величезних нішах розташовані три масивних саркофаги, в одному з яких покоїлося тіло Дарія, а в двох інших — тіла членів його сім'ї. Вхід у гробницю утворює портик з чотирма колонами. Над портиком підносяться скульптурні зображення. Дарій в оточенні своїх придворних сидить на троні, який тримають представники тридцяти народів держави.